# Drapia
Drapia (tiếng Hy Lạp: Ydrapia) là một đô thị ở tỉnh Vibo Valentia trong vùng Calabria, có cự ly khoảng 60 km về phía tây namcủa Catanzaro và khoảng 14 km về phía tây của Vibo Valentia. Tại thời điểm ngày 31 tháng 12 năm 2004, đô thị này có dân số 2.197 người và diện tích là 21,5 km².
Đô thị Drapia có các frazioni (đơn vị trực thuộc, chủ yếu là các làng) Brattirò, Carìa, Gàsponi, và Sant'Angelo.
Drapia giáp các đô thị: Parghelia, Ricadi, Spilinga, Tropea, Zaccanopoli, Zungri.